# 회색머리노랑솔새
회색머리노랑솔새(Phylloscopus tephrocephalus)는 흰턱딱새과의 일종이다. 방글라데시, 중국, 인도, 라오스, 미얀마, 태국, 베트남 등지에서 발견된다. 자연 서식지는 온대림, 열대·아열대 습윤활엽수림, 습윤 산지림이다. 2021년 최초로 한국에 관측됐다.